# Kiss me 我愛你
「Kiss me 我愛你」（Kiss me 愛してる）是日本的女子偶像組合℃-ute的第15张单曲。2011年2月23日由zetima发售。

## 概要
- 此單曲有3個版本，分別有「初回生産限定盤A - B」和「CD ONLY」。「初回生産限定盤」收錄了「Kiss me 我愛你」的PV。
- 在3月7日於公信榜单曲週排行榜取得第4位。

## 收錄内容

### CD（初回生産限定盤A - B，CD ONLY）
1. Kiss me 我愛你
（作詞・作曲：淳君 編曲：平田祥一郎）
2. 二十歳前的女孩（二十歳前の女の子）
（作詞・作曲：淳君 編曲：高橋諭一）
3. Kiss me 我愛你(Instrumental)

### DVD（初回生産限定盤A）
1. Kiss me 我愛你（Ball Chair Ver.）

### DVD（初回生産限定盤B）
1. Kiss me 我愛你（Metal Balloon Ver.）